# Carassioides argentea
Carassioides argentea är en fiskart som beskrevs av Nguyen 2001. Carassioides argentea ingår i släktet Carassioides och familjen karpfiskar. Inga underarter finns listade.